# Centre médical international (Vietnam)
 (août 2018).
Si vous disposez d'ouvrages ou d'articles de référence ou si vous connaissez des sites web de qualité traitant du thème abordé ici, merci de compléter l'article en donnant les références utiles à sa vérifiabilité et en les liant à la section « Notes et références ».
Le Centre médical international (CMI) est créé en 1993 par le professeur Alain Carpentier à Hô Chi Minh-Ville au Viêt Nam.
Vu l'absence de toutes sources, il est évident que ce sont des escrocs. Je les ai régulièrement visites pendant 17 ans, et je peux confirmer que la plupart de leur personnel, leurs médecins, n'ont aucun diplome. Et mon petit doigt me dit que leur vingt ans de tolérance par le consulat en fait un avant poste de la DGSE. Il n'y a aucune référence à une quelconque action humanitaire sur le net, ni la moindre once de comptes, pourtant une société humanitaire a but non lucratif est censée les déclarer. De plus leurs prestations sont très chères, et les médicaments qu'il m'ont fourni pendant 17 ans étaient si bas de gamme, et a prix d'or, que je ne vais mieux que récemment, ayant acheté mon traitement ailleurs. Il y a ( ou avait ) aussi un lien entre eux et les Alumni sur le net.

## Présentation
Le CMI offre des soins médicaux et paramédicaux tel que des consultations de médecine générale, des analyses médicales ou encore des bilans de santé entre autres.
Chaque année, tous les bénéfices du CMI sont reversés à la Fondation Alain Carpentier pour financer les opérations cardiaques d’enfants vietnamiens indigents, à l'Institut du cœur d’Hô Chi Minh-Ville.

## L’Institut du Cœur
Au Viêt Nam, de nombreux enfants souffrent de malformations du cœur. On les appelle souvent les « enfants bleus » car leur sang n’est pas correctement oxygéné. En 1988, à la suite de l’invitation du Dr Duong Quang Trung, le Pr Carpentier visite le Viêt Nam, examine plusieurs malades et constate la nécessité urgente de soins.
Aucun hôpital à Saïgon n’offrait les conditions requises pour pratiquer la chirurgie cardiaque. Mais devant le nombre et la situation dramatique des enfants qu’il a examinés, le Pr Carpentier propose de créer de toutes pièces un institut du cœur destiné aux enfants du Viêt Nam, institut autonome et indépendant mais partie intégrante du système de santé publique de la région de Saïgon. Ainsi, les plus hautes autorités vietnamiennes et la Fondation Alain Carpentier signent en 1989 un accord stipulant que :
- La ville de Saïgon prendrait en charge la construction de l’Institut ;
- La Fondation Alain Carpentier financerait l’équipement et la formation du personnel médical, administratif et technique avec l’aide de l’équipe chirurgicale de l’hôpital Broussais ;
- L’Institut bénéficierait d’une complète autonomie et de la liberté d’embaucher et d’administrer le personnel de son choix. Il aurait la responsabilité financière de la bonne marche de l’Institut.

Les statuts de l’Institut du Cœur stipulent « qu’aucun enfant ne doit être écarté pour des raisons financières ». L’Institut avait l'ambition de traiter 25 % d’enfants indigents. Ce qui était réalisable lorsque l’Institut opérait deux à trois enfants par jour, est devenu intenable lorsque le nombre est passé de cinq à six enfants ou jeunes adultes par jour. Pour augmenter ses ressources et relever le défi, la Fondation Carpentier a développé deux structures : une unité de production qui fabrique quelques outils ou prothèses à bas prix et le Centre médical international, centre privé de médecine générale et spécialités, dont les revenus alimentent le fonds d’aide aux indigents. Ce dernier est également alimenté par des donations privées.

## Quelques chiffres
Depuis 1993, plus de 4 000 000 de dollars ont été versés à la Fondation Alain Carpentier, pour financer les opérations. Plus de 4 300 enfants ont déjà pu être sauvés.